# 泽兰羊耳菊
泽兰羊耳菊（学名：Inula eupatorioides）为菊科旋覆花属的植物。分布在不丹、越南、缅甸、印度、老挝以及中国大陆的西藏等地，生长于海拔1,400米至1,800米的地区，见于路边灌丛、林缘和疏林中，目前尚未由人工引种栽培。